# Cnipsus rachis
Cnipsus rachis är en insektsart som först beskrevs av Henri Saussure 1868.  Cnipsus rachis ingår i släktet Cnipsus och familjen Phasmatidae. Inga underarter finns listade i Catalogue of Life.